# Prowincja Lima
Prowincja Lima – samodzielna prowincja (nieprzypisana do żadnego z rejonów Peru).

## Podział prowincji
Prowincja Lima dzieli się na 43 dystrykty:

1. Ancón
2. Ate
3. Barranco
4. Breña
5. Carabayllo
6. Chaclacayo
7. Chorrillos
8. Cieneguilla
9. Comas
10. El Agustino
11. Independencia
12. Jesús María
13. La Molina
14. La Victoria
15. Lince
16. Lima
17. Los Olivos
18. Lurigancho-Chosica
19. Lurin
20. Magdalena del Mar
21. Miraflores
22. Pueblo Libre
23. Pachacámac
24. Pucusana
25. Puente Piedra
26. Punta Hermosa
27. Punta Negra
28. Rimac
29. San Bartolo
30. San Borja
31. San Isidro
32. San Juan de Lurigancho
33. San Juan de Miraflores
34. San Luis
35. San Martín de Porres
36. San Miguel
37. Santa Anita
38. Santa María del Mar
39. Santa Rosa
40. Santiago de Surco
41. Surquillo
42. Villa El Salvador
43. Villa María del Triunfo